# Вирбен (Пловдивська область)
Ви́рбен (болг. Върбен) — село в Пловдивській області Болгарії. Входить до складу общини Брезово.

## Населення
За даними перепису населення 2011 року у селі проживали 187 осіб.
Національний склад населення села:
| Національність   | Кількість осіб | Відсоток |
| ---------------- | -------------- | -------- |
| болгари          | 178            | 95,2%    |
| цигани           | 9              | 4,8%     |
| турки            | 0              | 0%       |
| інша             | 0              | 0%       |
| не визначились   | 0              | 0%       |
| Всього відповіли | 187            |          |

Розподіл населення за віком у 2011 році:
Динаміка населення: